# Grand Hotel Lopud
Grand Hotel Lopud je název pro bývalý hotel, který se nachází na chorvatském ostrově stejného jména, blízko Dubrovníku. Modernistický hotel zde vznikl v 30. letech 20. století.
Hotel navrhl tehdejší jugoslávský architekt Nikola Dobrović, který se nedlouho předtím vrátil ze svého působení v Praze. Zájem o vznik moderního ubytovacího zařízení projevili dva provozovatelé hotelů na Lopudu; Antun Sesan a Antun Glavović. Architekt Dobrović byl při návrhu stavby omezen odlehlým ostrovem (na který neexistuje žádné silniční spojení) a omezeným rozpočtem na výstavbu objektu. Sám Dobrović měl k ostrovu Lopud vřelý vztah; nechal zde zbudovat i památník Viktoru Dykovi.
Stavební práce na hotelu probíhaly v letech 1934 až 1936, výstavba tolik radikálního a moderního objektu na odlehlém ostrově fascinovala místní obyvatelstvo a byla v přímém rozporu s tradiční přímořskou architekturou Lopudu. Dominantním prvkem hotelu byla bílá barva; každý z 80 pokojů měl svůj vlastní balkon.
V 80. letech 20. století byl hotel rozšířen a kompletně rekonstruován. Byl vybudován zadní trakt ve stylu původní budovy, čímž přibyly další pokoje, které mohly být nabízeny klientům. Dobrović již v 30. letech připravil projekt pro druhou budovu hotelu, ta však nebyla před druhou světovou válku realizována. V roce 2003 prodalo město Dubrovník hotel společnosti Atlantska Plovidba, na počátku 21. století nebyla budova provozována pro svůj původní účel a chátrala. Hotel byl přeprodáván později i dalším společnostem.